# بن لوموند، نیو ساوت ولز
بن لوموند (به انگلیسی: Ben Lomond) یک شهرک در استرالیا است که در نیو ساوت ولز واقع شده‌است.